# Can Perelló (Tàrrega)
Can Perelló és un edifici de Tàrrega (Urgell) protegit com a bé cultural d'interès local.

## Descripció
Casa pairal de grans dimensions que té la seva façana principal en el carrer Major de Tàrrega. Aquesta edificació consta de planta baixa de grans dimensions, on es conserven part dels cellers originals i la sortida posterior a un pati extern on primitivament es resguardaven els carruatges o eines del camp. Gràcies a una àmplia escalinata d'accés al primer pis es poden contemplar com s'ha conservat l'estructura d'entrada principal de casa pairal urbana renaixentista. En el primer pis hi ha, a l'interior, les sales nobles, o les estances principals de la casa dels Perelló, amb les seves pròpies cambres personals i salons adjacents. A totes les parets d'aquestes sales nobles es conserven les pintures originàries. També conserva una balconada exterior que dona a la part posterior de la casa on encara hi ha dempeus el pou d'aigua. La resta d'estances de la casa dels Perelló ha estat molt modificada per tal d'allotjar-hi el Museu Comarcal de l'Urgell.
La façana exterior d'aquesta casa és una façana llisa, amb la portalada principal emmarcada entre pilastres de capitells quadrangulars llisos. En el primer pis s'obren un seguit de balconades, concretament quatre, on una conserva la reixa de forja original del segle xviii. El segon pis en alçada només mostra simètricament damunt dels balcons finestres de perfil rectangular. Finalment la façana, superiorment es troba protegida per un ràfec sobresortit com a element de protecció per a la façana.

## Història
Casa coneguda per Cal Perelló per la família que la va fer construir i que hi va habitar fins a inicis del segle xx. Actualment hi ha el Museu Comarcal de l'Urgell on es pot visitar una àmplia mostra dedicada als jaciments ibers de l'Urgell i les troballes més importants d'aquestes campanyes arqueològiques. A més a més es poden visitar les sales nobles de l'antiga casa dels Perelló, amb una rica mostra de mobiliari d'època. Aquest museu compta a més a més amb diferents sales apropiades per a exposicions temporals.